# Jane Yolen/Bibliographie
Die untenstehende Liste der Werke von Jane Yolen gliedert sich wie folgt:
- Romane: Einzelromane und Romanserien, vorwiegend Fantasy, die sich auch an Jugendliche und junge Erwachsene richtet
- Kurzgeschichten: Sammlungen von Kurzgeschichten und unselbständig erschienene Erzählungen
- Kinder- und Bilderbücher: vorwiegend illustrierte Geschichten, Märchensammlungen und Sachbücher für Kinder
- Gedichte: Sammlungen und Einzelgedichte
- Comics: Comics und grafische Erzählungen
- Sachliteratur
- Herausgeberin: von Yolen herausgegebene Anthologien

Reihen sind jeweils aufsteigend chronologisch geordnet.

## Romane
Einzelromane
- Trust a City Kid (1966, mit Anne Huston)
- The Wizard of Washington Square (1969)
- The Inway Investigators, or, The Mystery at McCracken’s Place (1970)
- The Magic Three of Solatia (1974)
- The Transfigured Hart (1975)
- The Mermaid’s Three Wisdoms (1978)
- The Gift of Sarah Barker (1981)
- Children of the Wolf (1984)
  - Deutsch: Die Wolfskinder von Midnapur. Übersetzt von Wolf Harranth. Oetinger, Hamburg 1986, ISBN 3-7891-1752-8.
- The Stone Silenus (1984)
- Cards of Grief (1985)
  - Deutsch: Eine Welt der Traurigkeit. Übersetzt von Eva Eppers. Bastei-Lübbe-Taschenbuch #24107, 1988, ISBN 3-404-24107-X.
- The Dragon’s Boy (1990)
- Wizard’s Hall (1991)
- The Wild Hunt (1995)
- Briar Rose (1992)
  - Deutsch: Dornrose : Die Geschichte meiner Großmutter. Übersetzt von Ulrike Nolte. Bloomsbury, Berlin 2010, ISBN 978-3-8270-5305-3.
- Armageddon Summer (1998, mit Bruce Coville)
  - Deutsch: Der Tag, an dem die Welt untergeht. Übersetzt von Katja Schüler und Salah Naoura. Arena-Taschenbuch #2238. Arena, Würzburg 2002, ISBN 3-401-02238-5.
- Sword of the Rightful King (2003)
  - Deutsch: Das Geheimnis des magischen Schwertes : ein Artus-Roman. Übersetzt von Anja Malich. Carlsen, Hamburg 2004, ISBN 3-551-35376-X.
  - Deutsch: Der Drachenkämpfer von Sarkkhan : die Drachentrilogie im Sammelband. Übersetzt von Anja Hansen-Schmidt. Beltz und Gelberg, Weinheim 2006, ISBN 3-407-74017-4.
- Except the Queen (2010, mit Midori Snyder)
- Snow in Summer (2011)
- Curse of the Thirteenth Fairy (2012)
- B.U.G. (Big Ugly Guy) (2013, mit Adam Stemple)
- Bad Girls: Sirens, Jezebels, Murderesses, Thieves, and Other Female Villains (2013, mit Heidi E. Y. Stemple und Illustrationen von Rebecca Guay)
- A Plague of Unicorns (2014)
- Centaur Rising (2014)
- Trash Mountain (2015)
- Mapping the Bones (2018)
- Finding Baba Yaga (2018)

The Pit Dragon Chronicles
- 1 Dragon’s Blood (1982)
  - Deutsch: Drachenblut. Übersetzt von Anja Hansen-Schmidt. Anrich, Weinheim 2001, ISBN 3-89106-413-6
- 2 Heart’s Blood (1984)
  - Deutsch: Herzblut. Übersetzt von Anja Hansen-Schmidt. Beltz und Gelberg, Weinheim 2002, ISBN 3-89106-423-3.
- 3 A Sending of Dragons (1987)
  - Deutsch: Drachenbotschaft. Übersetzt von Anja Hansen-Schmidt. Beltz und Gelberg, Weinheim 2002, ISBN 3-89106-428-4.
- 4 Dragon’s Heart (2009)

Deutsche Sammelausgabe:
- Der Drachenkämpfer von Sarkkhan : die Drachentrilogie im Sammelband. Übersetzt von Anja Hansen-Schmidt. Beltz und Gelberg, Weinheim 2006, ISBN 3-407-74017-4.

Great Alta
- 1 Sister Light, Sister Dark (1988)
- 2 White Jenna (1989)
- 3 The One-Armed Queen (1998)

The Young Merlin Trilogy
- 1 Passager (1996)
- 2 Hobby (1996)
- 3 Merlin (1997)

Tartan Magic
- 1 The Wizard’s Map (1999)
- 2 The Pictish Child (1999)
- 3 The Bagpiper’s Ghost (2002)

The Stuart Quartet (mit Robert J. Harris)
- 1 Queen’s Own Fool (2000)
- 2 Girl in a Cage (2002)
- 3 Prince Across the Water (2004)
- 4 The Rogues (2007)

Rock ’n’ Roll Fairy Tales (mit Adam Stemple)
- Boots and the Seven Leaguers (2000)
- Pay the Piper (2005)
  - Deutsch: Rattenfänger : ein Rock-'n'-Roll-Märchen. Übersetzt von Joachim Körber. Ed. Phantasia, Bellheim 2007, ISBN 978-3-937897-23-3.
- The Troll Bridge (2007)

Young Heroes (mit Robert J. Harris)
- Odysseus in the Serpent Maze (2001)
- Hippolyta and the Curse of the Amazons (2001)
- Atalanta and the Arcadian Beast (2003)
- Jason and the Gorgon’s Blood (2004)

The Seelie Wars (mit Adam Stemple)
- The Hostage Prince (2013)
- The Last Changeling (2014)

## Kurzgeschichten
- Greyling (1968)
- The Wizard of Washington Square (1969)
- The Seventh Mandarin (1970)
- The Bird of Time (1971)
- The Girl Who Loved the Wind (1972)
- Dawn-Strider (1974)
- Rainbow Rider (1974)
- Silent Bianca (1974)
- The Boy Who Had Wings (1974)
  - Deutsch: Der Knabe mit den wundersamen Flügeln. Mit Wachskreidebildern von Helga Aichinger. Übersetzt von Elisabeth Schnack. Artemis, Zürich & München 1974, ISBN 3-7608-0369-5.
- The Girl Who Cried Flowers (1974)
- The Lad Who Stared Everyone Down (1974)
- The Weaver of Tomorrow (1974)
- Wild Goose and Gander (1974)
- Sans Soleil (1976)
- The Moon Ribbon (1976)
- The Lady and the Merman (1976)
- The White Seal Maid (1977)
- The Hundredth Dove (1977)
- The Maiden Made of Fire (1977)
- Once a Good Man (1977)
- The Promise (1977)
- Johanna (1978)
- The Tree’s Wife (1978)
- The Tower Bird (1978)
- Brother Hart (1978)
  - Deutsch: Bruder Hirsch. In: Manfred Kluge (Hrsg.): Lektrik Jack. Heyne (Heyne Science Fiction & Fantasy #3681), 1979, ISBN 3-453-30600-7.
- Dream Weaver (1979)
- Man of Rock, Man of Stone (1979)
- Princess Heart O’Stone (1979)
- The Boy Who Sang for Death (1979)
- The Cat Bride (1979)
- The Pot Child (1979)
- Angelica (1979)
- The Sleep of Trees (1980)
- Brothers of the Wind (1981)
- The River Maid (1981)
  - Deutsch: Die Flußnixe. In: René Oth (Hrsg.): Als alles anders wurde. Luchterhand (Sammlung Luchterhand #530), 1985, ISBN 3-472-61530-3.
- Sleeping Ugly (1981)
- The Corridors of the Sea (1981)
- One Old Man, with Seals (1982)
- The Fisherman’s Wife (1982)
- The Malaysian Mer (1982)
- Boris Chernevsky’s Hands (1982)
  - Deutsch: Boris Chernevskys Hände. In: Susan M. Shwartz (Hrsg.): Hexengeschichten. Bastei Lübbe (Bastei Lübbe Allgemeine Reihe #13003), 1985, ISBN 3-404-13003-0.
- Sun/Flight (1982)
- Sule Skerry (1982)
- The Undine (1982)
- In the Hall of Grief (1982)
- Brother Kenan’s Bell (1983)
- Cards of Grief (1983)
- Names (1983)
- Old Herald (1983)
- The Golden Balls (1983)
- The Soul Fisher (1983)
- The Sow, the Mare, and the Cow (1983)
- Sister Light, Sister Dark (1983)
- Happy Dens; or, A Day in the Old Wolves’ Home (1984)
- Salvage (1984)
- The Bull & the Crowth (1984)
- The Foxwife (1984)
- The Five Points of Roguery (1984)
- The Thirteenth Fey (1985)
- The Face in the Cloth (1985)
- Dragonfield (1985)
- An Infestation of Angels (1985)
- Great-Grandfather Dragon’s Tale (1986)
- The Uncorking of Uncle Finn (1986)
- The King’s Dragon (1987)
- The White Babe (1987)
- Wolf/Child (1987)
- Words of Power (1987)
  - Deutsch: Worte der Macht. In: Ellen Datlow, Terri Windling (Hrsg.): Das neue Buch der Fantasy. Bastei Lübbe (Bastei Lübbe Paperback #28191), 1990, ISBN 3-404-28191-8.
- Green Messiah (1988)
- The Boy Who Drew Unicorns (1988)
- The Music of the Dales from ›Sister Light, Sister Dark‹ (1988)
- Meditation in a Whitethorn Tree (1988)
- The Quiet Monk (1988)
- The Devil’s Arithmetic (1988)
  - Deutsch: Chaja heisst Leben. Ueberreuter, Wien 1989, ISBN 3-8000-2734-8. Auch als: Ravensburger Taschenbuch #4096, 1992, ISBN 3-473-54096-X.
- Dusty Loves (1988)
- Sir John Mandeville’s Report on the Griffin–Persia, Twelfth Century (1988)
- Memoirs of a Bottle Djinni (1988)
- Dove Isabeau (1989)
- The Baby-Sitter (1989)
- The Faery Flag (1989)
- The Music of the Dales from ›White Jenna‹ (1989)
- The Singer of Seeds (1989)
- Feast of Souls (1989)
- The Sea Man (1989)
  - Deutsch: Der Wassermann. In: Ronald M. Hahn (Hrsg.): Der Wassermann. Heyne (Heyne Science Fiction & Fantasy #4786), 1991, ISBN 3-453-04495-9.
- Creationism: An Illustrated Lecture in Two Parts (1990)
- Tintagel Morning: Song (1990)
- The Dragon Woke and Stretched (1990)
- Ear (1991)
- Mama Gone (1991)
- Great Gray (1991)
- Dear Ms. Lonelylegs (1991)
- Wings (1991)
- Winter’s King (1992)
  - Deutsch: Der Winterkönig. In: Martin H. Greenberg (Hrsg.): Die Erben des Rings: J. R. R. Tolkien zu Ehren. Bastei Lübbe, 1997, ISBN 3-404-13803-1.
- Flight (1992)
- Memoirs of a Bottle Djinn (1992)
- Sun (1992)
- Afterword (The Lady or the Tiger and Other Stories) (1992)
- Gift of the Magicians, with Apologies to You Know Who (1992)
- The Tale of the Seventeenth Eunuch (1992)
- For Love of Juoun (1993)
- Harlyn’s Fairy (1993)
- Momster in the Closet (1993)
- One Ox, Two Ox, Three Ox, and the Dragon King (1993)
- Inscription (1993)
- The Snatchers (1993)
  - Deutsch: Die Greifer. In: Ronald M. Hahn (Hrsg.): Ansleys Dämonen. Heyne (Heyne Science Fiction & Fantasy #5341), 1995, ISBN 3-453-08587-6.
- An Infestation of Unicorns (1994)
- Blood Sister (1994)
- De Natura Unicorni (1994)
- Li Po and the Unicorn (1994)
- Mrs. Ambroseworthy (1994)
- Pitch (1994)
- Snakes (1994)
- The Healing Horn (1994)
- The Hunt (1994)
- The Unicorn and the Pool (1994)
- Unicorn Tapestry (1994)
- The Lady’s Garden (1994)
- Granny Rumple (1994)
- The Woman Who Loved a Bear (1994)
- Daffodils (1995, mit Heidi E. Y. Stemple)
- Journey into the Dark (1995)
- Merlin and the Dragons (1995)
- Night Wolves (1995)
- The One-Armed Queen (1995)
- The Traveler and the Tale (1995)
- The Witch’s Ride (1995)
- Vamping the Muse (1995)
- When I Grow Up, by Michael Dee (1995)
- Wilding (1995)
- Witchfinder (1995)
- Circles (1995)
- Allerleirauh (1995)
- Sister Death (1995)
- Bolundeers (1996)
- Brandon and the Aliens (1996)
- Fallen Angel (1996)
- Jacob’s Ladder (1996)
- King Henry (1996) [graphic format]
- Lady Merion’s Angel (1996)
- Phoenix Farm (1996)
- Sea Dragon of Fife (1996)
- Sextraterrestrials (1996, mit Joe Haldeman)
- Sister Emily’s Lightship (1996)
- The House of Seven Angels (1996)
- The School Visitor (1996)
- The Word the Devil Made Up (1996)
- Wonder Land (1996)
- Wrestling with Angels (1996)
- Castle Collapse (1996)
- Sphinx Song (1996)
- A Southern Night (1997)
- Dick W. and His Pussy; or, Tess and Her Adequate Dick (1997)
- Lost Girls (1997)
- Rabbit Hole (1997)
- The Bridge’s Complaint (1997)
- Tough Alice (1997)
- Godmother Death (1997)
- Belle Bloody Merciless Dame (1997)
- The Wizard of the Birds (1997, mit Adam Stemple)
- Bird Count (1998)
- Ghost Boy (1998)
- Green Ghosts (1998)
- Mandy (1998)
- Police Report (1998)
- Prom Ghost (1998)
- Souls (1998)
- Studies in Stone (1998, mit Robert J. Harris)
- The Emperor and the Kite (1998)
- Become a Warrior (1998)
- Carrion Crows (1998, mit Robert Harris)
- Angus Mor and the Fairies (1999)
- The Fairies Banished (1999)
- The Fairy Midwife (1999)
- The Fee’s Changeling (1999)
- The Lost Spear (1999)
- The Peri Wife (1999)
- The Stolen Wife (1999)
- The Tailor’s Treasure (1999)
- The Three Fairies of Sandy Batoum (1999)
- Thomas the Rhymer (1999)
- Three Short Welsh Fairy Stories (1999)
- Cinder Elephant (2000)
- Green Plague (2000)
- Our Lady of the Greenwood (2000)
- Snow in Summer (2000)
- Holy, Holy, Holy (2000, mit Heidi E. Y. Stemple)
- Requiem Antarctica (2000, mit Robert J. Harris)
- A Ghost of an Affair (2000)
- Speaking to the Wind (2000)
- The Singer and the Song (2000)
- Under the Hill (2000)
- Where Have the Unicorns Gone? (2000)
- Glamour (2000, mit Adam Stemple)
- The Barbarian and the Queen: Thirteen Views (2001)
- Centaur Field (2001)
- Dark Seed, Dark Stone (2002)
- Greenkid (2003)
- Ride Me Like a Wave (2003)
- Troubles (2004, mit Adam Stemple)
- The Great Selchie of Sule Skerry (2004)
- A Knot of Toads (2005)
- Except the Queen (2005, mit Midori Snyder)
- Rosechild (2005)
- Somewhen (2005)
- The Honey-Stick Boy (2005)
- The Moon Child (2005)
- Max, the Hand, and Me (2005, mit Heidi E. Y. Stemple)
- Slipping Sideways Through Eternity (2007)
- Little Red (2009, mit Adam Stemple)
- Troll (2009)
- Mesopotamian Fire (2009, mit Adam Stemple)
- Come to the Fairies’ Ball (2009)
- The Tsar’s Dragons (2009, mit Adam Stemple)
- When Elder Sister Grew Her Wings (2009)
- The Elephant’s Bride (2010)
- Andersen’s Witch (2012)
- Waking Dragons (2012)
- Enough (2013)
- The Jewel in the Toad Queen’s Crown (2013)
- Dog Boy Remembers (2013)
- The Spinning Wheel’s Tale (2013)
- A Song for Sacagawea (2015)
- On Duck Pond (2017)
- A Glory of Unicorns (2017)
- The Bird (2017)
- Handmaid’s Tale (2017)
- Conjoined (2017)
- On Gull Beach (2018)
- Crow Not Crow (2018, mit Adam Stemple)
- Monster Academy (2018, mit Heidi E. Y. Stemple)
- A Kite for Moon (2019, mit Heidi E. Y. Stemple)

### Sammlungen
- The Wizard Islands (1973, Illustrationen von Robert Quackenbush)
- The Girl Who Cried Flowers and Other Tales (1974)
- The Moon Ribbon and Other Tales (1976)
- The Hundredth Dove and Other Tales (1977)
- Dream Weaver (1979)
- Neptune Rising: Songs and Tales of the Undersea People (1982)
- Tales of Wonder (1983)
- The Whitethorn Wood and Other Magicks (1984)
- Dragonfield and Other Stories (1985)
- Merlin’s Booke (1986)
- Tales of Wonder (1987, for adults)
- The Faery Flag (1989)
- Storyteller (1992)
- Twelve Impossible Things Before Breakfast (1997)
- Sister Emily’s Lightship and Other Stories (2000)
- The Fish Prince and Other Stories: Mermen Folk Tales (2001, mit Shulamith Levey Oppenheim)
- Once Upon a Time (She Said) (2005)
- The Last Selchie Child (2012)
- Grumbles from the Forest: Fairy-Tale Voices with a Twist (2013, mit Rebecca Kai Dotlich)
- The Bloody Tide (2014)
- The Emerald Circus (2017)
- How to Fracture a Fairy Tale (2017, Kurzgeschichten und Gedichte)

Here There Be … (Illustrationen von David Wilgus)
- Here There Be Dragons (1993)
- Here There Be Unicorns (1994)
- Here There Be Witches (1995)
- Here There Be Angels (1996)
- Here There Be Ghosts (1998)

## Kinder- und Bilderbücher

### Geschichten
- The Witch Who Wasn’t (1964, Illustrationen von Arnold Roth)
- Gwinellen: The Princess Who Could Not Sleep (1965, Illustrationen von Ed Renfro)
- The Emperor and the Kite (1967, Illustrationen von Ed Young)
- Isabel’s Noel (1967, Illustrationen von Arnold Roth)
- The Minstrel and the Mountain: A Tale of Peace (1968, Illustrationen von Anne Rockwell)
- The Longest Name on the Block (1968, Illustrationen von Peter Madden)
- It All Depends (1969, Illustrationen von Don Bolognese)
- The Seventh Mandarin (1970, Illustrationen von Ed Young)
- The Bird of Time (1971, Illustrationen von Mercer Mayer)
- Rainbow Rider (1974, Illustrationen von Michael Foreman)
- The Boy Who Had Wings (1974, Illustrationen von Helga Aichinger)
- The Little Spotted Fish (1974, Illustrationen von Friso Henstra)
- An Invitation To The Butterfly Ball (1976, Illustrationen von Jane Breskin Zalben)
- Milkweed Days (1976, Photos von Gabriel Amadeus Cooney)
- The Seeing Stick (1977, Illustrationen von Daniela Jaglenka Terrazzini)
- The Sultan’s Perfect Tree (1977, Illustrationen von Barbara Garrison)
- The Simple Prince (1978, Illustrationen von Jack Kent)
  - Deutsch: Der Prinz und das einfache Leben. Übersetzt von Marion von der Kammer. Carlsen (Lilli-Billi-Bücher), Reinbek bei Hamburg 1980, ISBN 3-551-11628-8.
- No Bath Tonight (1978, Illustrationen von Nancy Winslow Parker)
- All in the Woodland Early: An ABC Book (1978, Illustrationen von Jane Breskin Zalben)
- The Giants Go Camping (1979, Illustrationen von Tomie dePaola)
- The Giants’ Farm (1979, Illustrationen von Tomie dePaola)
- Mice on Ice (1980, Illustrationen von Lawrence Di Fiori)
- Dragon Night and Other Lullabies (1980, Illustrationen von Demi)
- Sleeping Ugly (1981, Illustrationen von Diane Stanley)
- Uncle Lemon’s Spring (1981, Illustrationen von Glen Rounds)
- Shirlick Holmes and the Case of the Wandering Wardrobe (1981, Illustrationen von Anthony Rao)
- The Boy Who Spoke Chimp (1981, Illustrationen von David Wiesner)
- The Acorn Quest (1981, Illustrationen von Susanna Natti)
- Brothers of the Wind (1981, Illustrationen von Barbara Berger)
- The Sleeping Beauty (1986, Illustrationen von Ruth Sanderson)
- The Girl Who Loved the Wind (1987, Illustrationen von Ed Young)
- Owl Moon (1987, Illustrationen von John Schoenherr)
- Dove Isabeau (1989, Illustrationen von Dennis Nolan)
- Tam Lin (1990, Illustrationen von Charles Mikolaycak)
- Elfabet: An ABC of Elves (1990, Illustrationen von Lauren A. Mills)
- Sky Dogs (1990, Illustrationen von Barry Moser)
- Dinosaur Dances (1990, Illustrationen von Bruce Degan)
- All Those Secrets of the World (1991, Illustrationen von Leslie Baker)
- Hark! A Christmas Sampler (1991, mit Tomie dePaola)
- Greyling (1991, Illustrationen von William Stobbs)
- Wings (1991, Illustrationen von Dennis Nolan)
- Letting Swift River Go (1992, Illustrationen von Barbara Cooney)
- Eeny, Meeny, Miney Mole (1992, Illustrationen von Kathryn Brown)
- Welcome to the Green House (1993, Illustrationen von Laura Regan)
- Too Old for Naps (1993, Illustrationen von Alexi Natchev)
- Honkers (1993, Illustrationen von Leslie Baker)
- Mouse’s Birthday (1993, Illustrationen von Bruce Degen)
- The Girl in the Golden Bower (1994, Illustrationen von Jane Dyer)
- Beneath the Ghost Moon (1994, Illustrationen von Laurel Molk)
- Good Griselle (1994, Illustrationen von David Christiana)
- Before the Storm (1994, Illustrationen von Georgia Pugh)
- Grandad Bill’s Song (1994, Illustrationen von Melissa Bay Mathis)
- Old Dame Counterpane (1994, Illustrationen von Ruth Tietjen Councell)
- The Ballad of the Pirate Queens (1995, Illustrationen von David Shannon)
- Alphabestiary (1995, Illustrationen von Allan Eitzen)
- Merlin and the Dragons (1995, Illustrationen von Li Ming, based on film Merlin and the Dragons)
- A Sip of Aesop (1995, Illustrationen von Karen Barbour)
- And Twelve Chinese Acrobats (1995, Illustrationen von Jean Gralley)
- Little Mouse & Elephant: A Tale from Turkey (1995, Illustrationen von John Segal)
- Musicians of Bremen: A Tale from Germany (1995, Illustrationen von John Segal)
- Encounter (1996, picture book Illustrationen von David Shannon)
- Meet the Monsters (1996, mit Heidi E. Y. Stemple; Illustrationen von Patricia Ludlow)
- Miz Berlin Walks (1997, Illustrationen von Floyd Cooper)
- Nocturne (1997, Illustrationen von Anne Hunter)
- Once Upon a Bedtime Story (1997, Illustrationen von Ruth Tietjen Councell)
- The Prince of Egypt (1998, Illustrationen von Michael Köelsch nach Zeichnungen von Larry Navarro)
  - Deutsch: Der Prinz von Ägypten. Übersetzt von Annemarie Bruhns. Bertelsmann, München 1998, ISBN 3-570-12355-3.
- Pegasus, the Flying Horse (1998, Illustrationen von Li Ming)
- Welcome to the Ice House (1998, Illustrationen von Laura Regan)
- The Sea Man (1998, Illustrationen von Christopher Denise)
- King Long Shanks (1998, Illustrationen von Victoria Chess)
- Raising Yoder’s Barn (1998, Illustrationen von Bernie Fuchs)
- MoonBall (1999, Illustrationen von Greg Couch)
- Where Have the Unicorns Gone? (2000, Illustrationen von Ruth Sanderson)
- Off We Go! (2000, Illustrationen von Laurel Molk)
- The Flying Witch (2003, Illustrationen von Vladimir Vagin)
- The Firebird (2002, Illustrationen von Vladimir Vagin)
- Harvest Home (2002, Illustrationen von Greg Shed)
- The Sea King (2002, mit Shulamith Levey Oppenheim; Illustrationen von Stefan Czernecki)
- Time for Naps (2002, Illustrationen von Hiroe Nakata)
- Hoptoad (2003, Illustrationen von Karen Lee Schmidt)
- Child of Faerie, Child of Earth (2005, Illustrationen von Jane Dyer)
- Grandma’s Hurrying Child (2005, Illustrationen von Kay Charao)
- Soft House (2005, Illustrationen von Wendy Anderson Halperin)
- Dimity Duck (2006, Illustrationen von Sebastien Braun)
- Sleep, Black Bear, Sleep (2007, mit Heidi E. Y. Stemple; Illustrationen von Brooke Dyer)
- Naming Liberty (2008, Illustrationen von Jim Burke)
- One Hippo Hops (2008, Illustrationen von Vlasta van Kampen)
- Sad, Mad, Glad Hippos (2008, Illustrationen von Vlasta van Kampen)
- Hip Hippos (2008, Illustrationen von Vlasta van Kampen)
- Mama’s Kiss (2008, Illustrationen von Daniel Baxter)
- Pumpkin Baby (2009, Illustrationen von Susan Mitchell)
- The Scarecrow’s Dance (2009, Illustrationen von Bagram Ibatoulline)
- My Uncle Emily (2009, Illustrationen von Nancy Carpenter)
- Come to the Fairies’ Ball (2009, Illustrationen von Gary Lippincott)
- Under the Star: A Christmas Counting Story (2009, Illustrationen von Vlasta van Kampen)
- Elsie’s Bird (2010, Illustrationen von David Small)
- Hush, Little Horsie (2010, Illustrationen von Ruth Sanderson)
- My Father Knows the Names of Things (2010, Illustrationen von Stéphane Jorisch)
- Creepy Monsters, Sleepy Monsters (2011, Illustrationen von Kelly Murphy)
- The Day Tiger Rose Said Goodbye (2011, Illustrationen von Jim LaMarche)
- Pretty Princess Pig (2011, mit Heidi E. Y. Stemple; Illustrationen von Sam Williams)
- Sister Bear: A Norse Tale (2011, Illustrationen von Linda Graves)
- Waking Dragons (2012, Illustrationen von Derek Anderson)
- Romping Monsters, Stomping Monsters (2013, Illustrationen von Kelly Murphy)
- The Stranded Whale (2015, Illustrationen von Melanie Cataldo)
- Stone Angel (2015, Illustrationen von Katie May Green)
- You Nest Here with Me (2015, mit Heidi E. Y. Stemple; Illustrationen von Melissa Sweet)
- Sing a Season Song (2015, Illustrationen von Lisa Ashlock)
- What To Do With a Box (2016, Illustrationen von Chris Sheban)
- On Bird Hill (2016, Illustrationen von Bob Marstall)
- On Duck Pond (2017, Illustrationen von Bob Marstall)
- Thunder Underground (2017, Illustrationen von Josée Masse)
- On Gull Beach (2018, Illustrationen von Bob Marstall)
- Crow Not Crow (2018, Illustrationen von Elizabeth Dulemba)
- A Bear Sat on My Porch Today (2018, Illustrationen von Rilla Alexander)
- Monster Academy (2018, mit Heidi E. Y. Stemple; Illustrationen von John McKinley)

Commander Toad
- Commander Toad in Space (1980)
- Commander Toad and the Planet of the Grapes (1982)
- Commander Toad and the Big Black Hole (1983)
- Commander Toad and the Dis-asteroid (1985)
- Commander Toad and the Intergalactic Spy (1986)
- Commander Toad and the Space Pirates (1987)
- Commander Toad and the Voyage Home (1998)

Piggins (Illustrationen von Jane Dyer)
- Piggins (1987)
- Picnic with Piggins (1988)
- Piggins and the Royal Wedding (1989)

Baby Bear (Illustrationen von Melissa Sweet)
- Baby Bear’s Bedtime Book (1990)
- Baby Bear’s Chairs (2005)
- Baby Bear’s Books (2006)
- Baby Bear’s Big Dreams (2007)

How Do Dinosaurs …? (Illustrationen von Mark Teague)
- How Do Dinosaurs Say Good Night? (2000)
- How Do Dinosaurs Get Well Soon? (2002)
- How Do Dinosaurs Learn to Read? (2003)
- How Do Dinosaurs Clean Their Rooms? (2004)
- How Do Dinosaurs Count to Ten? (2004)
- How Do Dinosaurs Eat Their Food? (2005)
- How Do Dinosaurs Play with Their Friends? (2006)
- How Do Dinosaurs Learn Their Colors? (2006)
- How Do Dinosaurs Go to School? (2007)
- How Do Dinosaurs Say I Love You? (2009)
- How Do Dinosaurs Learn Colours and Numbers? (2009)
- How Do Dinosaurs Love Their Cats? (2010)
- How Do Dinosaurs Love Their Dogs? (2010)
- How Do Dinosaurs Laugh Out Loud? (2010)
- How Do Dinosaurs Say Happy Birthday? (2011)
- How Do Dinosaurs Go Up and Down? (2011)
- How Do Dinosaurs Play All Day? (2011)
- How Do Dinosaurs Say Merry Christmas? (2012)
- How Do Dinosaurs Say Happy Chanukah? (2012)
- How Do Dinosaurs Eat Cookies? (2012)
- How Do Dinosaurs Say I’m Mad? (2013)
- How Do Dinosaurs Stay Safe? (2013)
- How Do Dinosaurs Stay Friends? (2016)
- How Do Dinosaurs Choose Their Pets? (2016)

Little Frog
- Little Frog and the Scary Autumn Thing (2016, Illustrationen von Ellen Shi)
- Little Frog and the Spring Polliwogs (2017, Illustrationen von Ellen Shi)

### Geschichtensammlungen
- Spider Jane (1978, Illustrationen von Stefan Bernath)
- Ring of Earth: A Child’s Book of Seasons (1986, Illustrationen von John Wallner)
- Milk and Honey: A Year of Jewish Holidays (1996, Illustrationen von Louise August)
- The Fairies’ Ring: A Book of Fairy Stories & Poems (1999, Illustrationen von Stephen Mackey)
- Not One Damsel In Distress: World Folktales for Strong Girls (2000, Illustrationen von Susan Guevara)
- Mightier Than the Sword: World Folktales for Strong Boys (2003, Illustrationen von Raúl Colón)
- The Barefoot Book of Ballet Stories (2004, mit Heidi E. Y. Stemple; Illustrationen von Rebecca Guay)
- Meow: Cat Stories from Around the World (2005, Illustrationen von Hala Wittwer)
- The Barefoot Book of Dance Stories (2010, mit Heidi E. Y. Stemple; Illustrationen von Helen Cann)
  - Deutsch: Walzer, Polka und Flamenco : die schönsten Märchen vom Tanzen. Übersetzt von Michael Stehle. Urachhaus, Stuttgart 2010, ISBN 978-3-8251-7690-7.
- Animal Stories: Heartwarming True Tales from the Animal Kingdom (2014, mit Heidi E. Y. Stemple, Adam Stemple und Jason Stemple; Illustrationen von Jui Ishida)
- Once There Was a Story: Tales from Around the World, Perfect for Sharing (2017, Illustrationen von Jane Dyer)
- Meet Me at the Well: The Girls and Women of the Bible (2018, mit Barbara Diamond Goldin; Illustrationen von Vali Mintzi)

### Liederbücher
- The Fireside Song Book of Birds and Beasts (1972, Noten von Barbara Green; Illustrationen von Peter Parnall)
- Rounds about Rounds (1977, Noten von Barbara Green; Illustrationen von Gail Gibbons)
- The Lullaby Songbook (1986, Noten von Adam Stemple; Illustrationen von Charles Mikolaycak)
- The Lap-Time Song and Play Book (1998, Noten von Adam Stemple; Illustrationen von Margot Tomes)
- Jane Yolen’s Mother Goose Songbook (1992, Noten von Adam Stemple; Illustrationen von Rosenkrans Hoffman)
- Jane Yolen’s Songs Of Summer (1993, Noten von Adam Stemple; Illustrationen von Cyd Moore)
- Jane Yolen’s Old Macdonald Songbook (1994, Noten von Adam Stemple; Illustrationen von Rosenkrans Hoffman)
- Apple for the Teacher: Thirty Songs for Singing While You Work (2005, Noten von Adam Stemple)

### Kochbücher
- Fairy Tale Feasts (2006, Rezepte von Heidi E. Y. Stemple; Illustrationen von  Philippe Béha)
- Fairy Tale Breakfasts (2009, Rezepte von Heidi E.Y. Stemple; Illustrationen von  Philippe Béha)
- Fairy Tale Lunches (2009, Rezepte von Heidi E. Y. Stemple; Illustrationen von  Philippe Béha)
- Fairy Tale Dinners (2009, Rezepte von Heidi E. Y. Stemple; Illustrationen von  Philippe Béha)
- Fairy Tale Desserts (2009, Rezepte von Heidi E. Y. Stemple; Illustrationen von  Philippe Béha)
- Jewish Fairy Tale Feasts (2013, Rezepte von Heidi E. Y. Stemple; Illustrationen von  Sima Elizabeth Shefrin)

### Sachbücher
- Pirates in Petticoats (1963, Illustrationen von Leonard Vosburgh)
- See This Little Line (1963, Illustrationen von Kathleen Elgin)
- Ring Out! A Book of Bells (1974, Illustrationen von Richard Cuffari)
- World on a String: The Story of Kites (1975)
- Simple Gifts: The Story of the Shakers (1976, Illustrationen von Betty Fraser)
- A Letter from Phoenix Farm (1992, Photos von Jason Stemple)
- Welcome to the Sea of Sand (1996, Illustrationen von Laura Regan)
- Tea with an Old Dragon: A Story of Sophia Smith, Found of Smith College (1998, Illustrationen von Monica Vachula)
- House, House (1998, Photos von Howes Brothers und Jason Stemple)
- Welcome to the River of Grass (2001, Illustrationen von Laura Regan)
- My Brothers’ Flying Machine: Wilbur, Orville, and Me (2003, Illustrationen von Jim Burke)
- The Perfect Wizard: Hans Christian Andersen (2005, Illustrationen von Dennis Nolan)
- Johnny Appleseed: The Legend and the Truth (2008, Illustrationen von Jim Burke)
- Lost Boy: The Story of the Man Who Created Peter Pan (2010, Illustrationen von Steve Adams)
- All Star!: Honus Wagner and the Most Famous Baseball Card Ever (2010, Illustrationen von Jim Burke)
- The Emily Sonnets: The Life of Emily Dickinson (2012, Illustrationen von Gary Kelley)

An Unsolved Mystery from History (mit Heidi E. Y. Stemple; Illustrationen von Roger Roth)
- The Mary Celeste (1999)
- The Wolf Girls (2001)
- Roanoke, the Lost Colony (2003)
- The Salem Witch Trials (2004)

## Gedichte
- Caliban (1960)
- Dragon Night (1980)
- The Fossilot (1980)
- Bed/Time/Tale (1981)
- Nightmare in Browns (1981)
- Selchie’s Midnight Song (1981)
- The Merman in Love (1981)
- Antique Store Merman (1982)
- Davy Jones’ Locker (1982)
- Metamorphosis (1982)
- Old King Lir (1982)
- The Ballad of the White Seal Maid (1982)
- The Mermaid to Her Glass (1982)
- The Selchie’s Midnight Song (1982)
- Undine (1982)
- Iduna’s Fruit (1982)
- Neptune Rising (1982)
- Why a Virgin or, Advice to Young Dragons (1982)
- The Fates (1982)
- Death of a Unicorn (1984)
- Dryad’s Lament (1984)
- Sings Astoreth (1984)
- The Girl Who Loves a Tree (1984)
- The Storyteller (1984)
- Four Tree Lullabies (1985)
- Into the Wood (1985)
- The Ballad of the Quick Levars (1986)
- The Making of Dragons (1986)
- Once Upon a Time, She Said (1987)
- Regenesis (1987)
- Science Fiction (1987)
- Frog Prince (1987)
- Sir John Mandeville’s Report on the Griffin—Persia, Twelfth Century (1988)
- The Cow Who Jumped (1988)
- Atlas (1989)
- Beauty and the Beast: An Anniversary (1989)
- Gretel Spies the Magic House (1989)
- The Golden Stair (1989)
- The Magic House (1989)
- Tombmates (1989)
- Nazca Lines (1989)
- Toads (1989)
- The Wisdom of the Dales (1990)
- Marine Passage: Two Mothers (1990)
- A Story Must Be Held (1991)
- Big Bang Theory (1991)
- Angels Fly Because They Take Themselves Lightly (1991)
- Lucifer (1991)
- »Camelot Redux« (1992)
- This is a story (1992)
- Witch’s Cat (1992)
- Deirdre (1992)
- Family Stories (1992)
- Prince Charming Comes (1992)
- Smallpox (1992)
- Imprint (1992)
- Will (1992)
- The Question of the Grail (1992)
- »Story,« the Old Man Said, (1993)
- Here There Be Dragons (1993)
- Knives (1993)
- Why Dragons? (1993)
- The Ring at Yarrow (1993)
- The Green Children (1993)
- A Visitor’s Account (1994)
- Fossils (1994)
- Marchen (1994)
- The Hunting of the Narwhale (1994)
- The Long Cellar (1994)
- The Making of a Unicorn (1994)
- The Unicorn Leaves (1994)
- The Unicorn’s Pool (1994)
- Orkney Lament (1994)
- A Southern Story (1994)
- Rhinoceros (1994)
- A Conversation Among Witches (1995)
- Jacob and the Angel (1995)
- Pythagoras (1995)
- The Elf King’s Daughter (1995)
- The Passing of the Eye (1995)
- The Question of the Sword (1995)
- Weird Sisters (1995)
- When Love Came to Witch Alfre (1995)
- Witch Call (1995)
- Women’s Stories (1995)
- Swan/Princess (1995)
- The Mirror Speaks (1995)
- Great Selkie (1995)
- Amesbury Song (1995, mit Adam Stemple)
- A Tale of Two Peters (1996)
- Angel City Blues (1996)
- Angel Feather (1996)
- Another Count of Angels (1996)
- Child’s Prayer (1996)
- First Contact/Second Coming (1996)
- Flattened Fauna Poem #37: Cats (1996)
- Intermarriage (1996)
- Manya’s Story (1996)
- On the Head of a Pin (1996)
- Sex Among the Abos (1996)
- The Angel of Mons (1996)
- Thinking of Angels (1996)
- Headlines (1996)
- Song of the Cards (1997)
- Haunt (1998)
- In the Silvered Night (1998)
- It Was the Hour (1998)
- My Own Ghosts (1998)
- Seance for Eight (1998)
- The Ballad of the Pirate Queens (1998)
- The White Lady (1998)
- Old Merlin Dancing on the Sands of Time (1999)
- The Queen of the Fay (1999)
- Where to Find Fairies (1999)
- Three Questions (2000)
- Fat Is Not a Fairy Tale (2000)
- Last Day (2000)
- Vampyr (2001)
- Rodergo’s Song (2002, mit Adam Stemple)
- Song of the Cailleach Bheur (2002)
- Musings About Seth (2004)
- Birthday: 64 (2004)
- Ridinghood (2004)
- Lies (2005)
- War Memorial: Edinburgh (2005)
- Beans (2005)
- Black Dog Times (2005)
- Crows (2005)
- Impedimenta (2005)
- Mother Goose’s Maladies (2005)
- My Father Died Seven Times (2005)
- Märchen (2005)
- Ten Things You May Not Know About Me (2005)
- The Wolf King’s Daughter (2005)
- When Raven Sang (2005)
- Fife Map (2006)
- Growing Old the Mythic Way (2006)
- Last Unicorn (2006)
- Troll Under Bridge (2006)
- Kwaku Anansi Walks the World’s Web (2007)
- The Bull (2007)
- Goodbye Billy Goat Gruff (2008)
- The Selchie’s Children’s Plaint (2009)
- The Gospel of the Rope (2010)
- Foxwife (2010)
- Chronicles of the Borderlands (2011)
- Tower (2011)
- Garden Fairies (2011)
- Once Upon a Wolf (2012)
- Objectifying Faerie (2012)
- Gray (2012)
- Second Coming (2012)
- Desiring Dragons (2013)
- Fraud (2013)
- About Grandma Wolf (2013)
- Beauty Sleep (2013)
- Enchanted Frog (2013)
- Gingerbread Boy: A Haiku (2013)
- Gruff for Dinner (2013)
- Jack (2013)
- Just One Pea (2013)
- Little Bit: A Haiku (2013)
- Once (2013)
- Shoes (2013)
- Snow Speaks to the Mirror (2013)
- Three Bears, Five Voices (2013)
- Water Girl (2013)
- Who Told the Lie? (2013)
- Portrait of the Book as Golem (2013)
- Creepy Monsters, Sleepy Monsters: A Lullaby (2013)
- Romping Monsters, Stomping Monsters (2013)
- Telling the True (2013)
- St. Patrick and the Snakes (2013)
- Flash Fiction Horror Show (2014)
- Everything Old Becomes New (2014)
- What a Time Traveler Needs Most (2014)
- Never Told (2014)
- Princess: A Life (2014)
- Warning from the Undine (2014)
- South of Oz (2014)
- Bearing Witness (2014)
- Fiddler at Midnight (2014)
- Getting Out of the Way: The Muse Complains (2014)
- Call of the Wild (2014)
- Perhaps (2015)
- Prince/Glass (2015)
- Eating and Being Eaten (2015)
- Mortar/Pestle (2015)
- The Traveler’s Wagon Speaks (2015)
- Dorothy Before Oz (2015)
- A Murder of Crows (2015)
- Postcards from the Abyss (2015)
- Scarecrow Hangs (2015)
- The Truth of Briars (2015)
- Sing a Season Song (2015)
- Baba Yaga Has Tea with Kostchai the Deathless (2015)
- Shatter (2015)
- Black Bull of Norroway (2016)
- Gretel Asks (2016)
- Nice Touch (2016)
- Back in Time (2016)
- Death Rides USAir at Night (2016)
- Rusalka (2016)
- Long Argument, the Longest (2016)
- Embracing the Bear (2016)
- Old Women of the Wood (2016)
- The Poem on the Page (2016)
- Why Politics Is Like a Love Affair (2016)
- A Better Tool (2017)
- Lancelot Writes Arthur’s Epitaph (2017)
- Ovens (2017)
- Blur (2017)
- Feisty Girls (2017)
- Grave Robber (2017)
- Imperatives (2017)
- Prince Ever After (2017)
- The Confessions of Persephone (2017)
- Milk from a Cockroach; or, Gregor’s Revenge (2017)
- Spider Rain (2017)
- Stardust (2017)
- The Metric of Space (2017)
- Challenger: A Sedoka (2017)
- Marrying the Bear (2017)
- Night Does Not (2017)
- Wheelwork (2017)
- Locked in Amber (2017)
- Circling the Moon (2017)
- A Myth as Big as a Mile (2017)
- Nettle Coat (2017)
- Song for an Immigrant (2017)
- This Desert Is the Place (2017)
- Juno in July (2017)
- Not So Great a Divide (2017)
- The Physics of a Dying Star (2017)
- I Am a Woman (2017)
- I Didn’t Say That (2017)
- No Tanks (2017)
- Trickster Times (2017)
- Run, Rabbit, Run (2017)
- Balance (2018)
- Writing Away Coincidence (2018)
- Is it True? It’s Not True (2018)
- Can SciFi Save Us? (2018)
- Now a ragged breeze (2018)
- Pachyderm Thoughts (2018)
- The Mad Queen’s House of Cards (2018)
- A Short History of the Table Round (2018)
- Counting the Cost (2018)
- Reverend Blind Gary Davis: Death Don’t Have No Mercy, 1961 (2018)
- Questions on Re-Reading Oz (2018)
- Song of the Peat Hag (2018)
- Halloween Treats (2018)
- Finding Baba Yaga (2018)
- The Language of Water (2018)
- Carrying the Flag of Faery (2018)
- Cinderella in the Ashes (2018)
- Frog Meet Princess (2018)
- Icarus Fall (2018)
- Jacob’s Regret (2018)
- Learning from Those Other Princesses (2018)
- Not That Princess (2018)
- Old Woman by the Well (2018)
- On Meeting a God (2018)
- Spinning Straw (2018)
- St. George’s Sword and Word (2018)
- Stone Hand in Stone Hand: Norvelt Cemetery (2018)
- The Keening Woman (2018)
- The Thing About Fairy Tales (2018)
- The Vampire Regrets (2018)
- To Be Paid (2018)
- Troll Maiden on the Bridge (2018)
- What Do We Need of Heaven (2018)
- When I Was a Selchie (2018)
- A Street Away (2019)
- Robot Dreams (2019)
- Crane Wife (2019)

### Sammlungen
- The Three Bears Rhyme Book (1987, Illustrationen von Jane Dyer)
- Best Witches: Poems for Halloween (1989, Illustrationen von Elise Primavera)
- What Rhymes with Moon? (1993, Illustrationen von Ruth Tietjen Councell)
- Raining Cats and Dogs (1993, Illustrationen von Janet Street)
- How Beastly! (1994, Illustrationen von James Marshall)
- Animal Fare (1994, Illustrationen von Janet Street)
- Water Music: Poems for Children (1995, Photos von Jason Stemple)
- Sacred Places (1996, Illustrationen von  David Shannon)
- Snow, Snow: Winter Poems for Children (1998, Photos von Jason Stemple)
- The Originals: Animals that Time Forgot (1998, Illustrationen von Ted Lewin)
- Bird Watch (1990, Illustrationen von Ted Lewin)
- O Jerusalem: Voices of a Sacred City (1996, Illustrationen von John Thompson)
- Sea Watch (1996, Illustrationen von Ted Lewin)
- Color Me a Rhyme: Nature Poems for Young People (2000, Photos von Jason Stemple)
- Dear Mother, Dear Daughter: Poems for Young People (2001, mit Heidi E.Y. Stemple; Illustrationen von Gil Ashby)
- Wild Wings: Poems for Young People (2002, mit Jason Stemple)
- Horizons: Poems as Far as the Eye Can See (2002, Photos von Jason Stemple)
- The Radiation Sonnets (2003)
- Least Things: Poems about Small Natures (2003, Photos von Jason Stemple)
- Fine Feathered Friends (2004, Photos von Jason Stemple)
- Count Me a Rhyme: Animal Poems by the Numbers (2006, Photos von Jason Stemple)
- Shape Me a Rhyme: Nature’s Forms in Poetry (2007, Photos von Jason Stemple)
- A Mirror to Nature: Poems About Reflection (2009, Photos von Jason Stemple)
- An Egret’s Day (2010, Photos von Jason Stemple)
- Things to Say to a Dead Man: Poems at the End of a Marriage and After (2011)
- Bird of a Feather (2011, Photos von Jason Stemple)
- Bug Off! Creepy, Crawly Poems (2012, Photos von Jason Stemple)
- The Last Selchie Child (2012)
- Ekaterinoslav: One Family’s Passage to America: A Memoir in Verse (2012)
- Sister Fox’s Field Guide to the Writing Life (2013)
- Grumbles from the Forest: Fairy-Tale Voices with a Twist (2013, mit Rebecca Kai Dotlich; Illustrationen von Matt Mahurin)
- The Bloody Tide: Poems about Politics and Power (2012)
- Grumbles from the Town: Mother-Goose Voices with a Twist (2016, mit Rebecca Kai Dotlich; Illustrationen von Angela Matteson)
- The Alligator’s Smile, and Other Poems (2016, Photos von Jason Stemple)
- How to Fracture a Fairy Tale (2017, stories and poems)
- Before the Vote After (2017)
- Fly with Me: A Celebration of Birds Through Pictures, Poems, and Stories (2018, mit Heidi E.Y. Stemple, Adam Stemple und Jason Stemple)

## Comics
- The Last Dragon (2011, Adaption der Kurzgeschichte Dragonfield mit Illustrationen von Rebecca Guay)
- Foiled (2010, Illustrationen von Mike Cavallaro)
- Curses! Foiled Again (2013, Illustrationen von Mike Cavallaro)
- The Stone Man Mysteries (mit Adam Stemple; Illustrationen von Orion Zangara)
  - 1 Stone Cold (2016)
  - 2 Sanctuary (2018)

## Sachliteratur
- Writing Books for Children (1973)
- Friend: The Story of George Fox and the Quakers (1979)
- Touch Magic: Fantasy, Faerie and Folklore in the Literature of Childhood (1981)
- Take Joy: A Writer’s Guide to Loving the Craft (2003)
- Sea Queens: Women Pirates Around the World (2008, Illustrationen von Christine Joy Pratt)

## Herausgeberin

### Story-Anthologien
- Zoo 2000: Twelve Stories of Science Fiction and Fantasy Beasts (1973)
- Favorite Folktales From Around the World (1986)
- Spaceships & Spells: A Collection Of New Fantasy And Science Fiction Stories (1987, mit Martin H. Greenberg und Charles G. Waugh)
- Werewolves (1988, mit Martin H. Greenberg)
- Things That Go Bump in the Night (1989, mit Martin H. Greenberg)
- Vampires (1991, mit Martin H. Greenberg)
- Xanadu (1992, mit Martin H. Greenberg)
- Xanadu 2 (1993, mit Martin H. Greenberg)
- Xanadu 3 (1994, mit Martin H. Greenberg)
- 2041: Twelve Short Stories About the Future by Top Science Fiction Writers (1994, mit Connie Willis und Anne McCaffrey)
- Camelot: A Collection of Original Arthurian Stories (1995, Illustrationen von Winslow Pels)
- Gray Heroes: Elder Tales from Around the World (1999)
- Sherwood: Original Stories from the World of Robin Hood (2000)
- Mirror, Mirror: Forty Folk Tales for Mothers and Daughters to Share (2000, mit Heidi E.Y. Stemple)
- Year’s Best Science Fiction and Fantasy for Teens (2005, mit Patrick Nielsen Hayden)
- Nebula Awards Showcase 2018 (2018)

### Lyrik-Anthologien
- Street Rhymes Around the World (1992)
- Weather Report (1993, Illustrationen von Annie Gusman)
- Sleep Rhymes Around the World (1994)
- Mother Earth Father Sky: Poems of Our Planet (1995, Illustrationen von Jennifer Hewitson)
- Sky Scrape/City Scape: Poems of City Life (1996, Illustrationen von Ken Condon)
- Once Upon Ice: And Other Frozen Poems (1997, Photos von Jason Stemple)